# Indicatif régional 712

Carte de l'État de l'Iowa avec les territoires de ses indicatifs régionaux. L'indicatif régional 712 est en rouge.

L'indicatif régional 712 est l'un des indicatifs téléphoniques régionaux de l'État de l'Iowa aux États-Unis. Cet indicatif couvre un territoire situé à l'ouest de l'État.
La carte ci-contre indique en rouge le territoire couvert par l'indicatif 712.
L'indicatif régional 712 fait partie du plan de numérotation nord-américain.

## Principales villes desservies par l'indicatif
- Spencer
- Le Mars
- Sioux City
- Council Bluffs
- Sheldon
- Storm Lake
- Carroll
- Sac City.

## Source
- (en) Cet article est partiellement ou en totalité issu de l’article de Wikipédia en anglais intitulé « Area code 712 » (voir la liste des auteurs).